# Eschata aida
Eschata aida là một loài bướm đêm trong họ Crambidae.